# Papanegro
Papanegro es una banda chilena de funk creada en 1998. A la fecha, han lanzado cuatro discos de estudio, realizado incontables giras nacionales y difundido internacionalmente sus sencillos promocionales con notable posicionamiento en rankings de radio y televisión.

## Biografía
En el 2000 ganan la tercera versión del festival juvenil de bandas más importante de Chile, comenzaron a llamar la atención de medios televisivos y radiales, además de presentarse en múltiples escenarios. Tres años más tarde graban su primer disco "SuperActivo", nominado como Mejor Disco del Año en los premios Altazor. De esta producción se destacaron los sencillos Wokman, Todo Está Bien, PapaNegro y Cortentrete, todos con rotación en radios, MTV y Vía X. El mismo año además participan de "Generaciones. Dos épocas en dueto", de Sony Music, en que versionan junto a Luz Eliana la canción Aunque Sé.
En 2005 editan "Compacto", que contó con la participación de Jorge González, líder de Los Prisioneros. De este disco salen temas como Autonomía, cuyo clip descolló como Mejor Video del Año según el sitio Suena.cl, Oye Amigo!, tema central de la exitosa serie infantil de TVN "Block", y el corte promocional Abusé, que llamó la atención por la sutil crudeza del contenido visual de su clip.
El 2007 supone un año de cambios para Papanegro, ya que abandonan el concepto tradicional de distribución musical, al decidir regalar su tercera placa a través de Internet. "7", proyecto que mezcla música, imagen y la gratuidad, fue lanzado el 7 de julio de 2007 (07/07/07), y aunó 7 canciones, 7 artistas visuales y 7 días en que se liberó canción tras canción por su sitio de internet. El nuevo disco fue descargado treinta mil veces, y sobresalió por la elección de su primer sencillo, Nocaut, escogido de manera democrática por los propios fanes y que contó con amplia rotación en Rock & Pop.
Tiempo después Papanegro entra en un silencio discográfico tras la salida de su guitarrista fundador Gabriel Noé, el que rompen en el 2010 con su disco Placer Automático. 
En febrero de 2012 crean su propio festival itinerante llamado "PapaFest", donde hacen sus propios shows gratuitos en distintas regiones del país. Éste festival se ha realizado en ciudades del centro y sur de Chile, con el fin de apoyar y dar espacio a las bandas de cada ciudad a la que visitan.
En mayo de 2012 lanzan "I.A.M.G.O.D", con este último sencillo, el éxito ha sido tal, que personas de todo el mundo han creado sus propias versiones.
Se encontraban grabando nuevo disco que sería lanzado a fines de 2016 mas sin embargo tiempo después sería desechado.
En el 2019 el grupo entró en un receso indefinido, mientras que el vocalista Claudio "Guayi" Mass publicó en 2018 el álbum "SINGULAR" en su debut como solista.

## Discografía

### Álbumes de estudio
| Fecha de lanzamiento | Título            | Singles                                                | Discográfica         |
| -------------------- | ----------------- | ------------------------------------------------------ | -------------------- |
| 2003                 | SuperActivo       | Wokman Todo Está bien PapaNegro Cortentrete            | Sony Music, La Oreja |
| 2005                 | Compacto          | Autonomía Oye Amigo! Abusé                             | La Oreja             |
| 2007                 | 7                 | Nocaut                                                 | Bonkó Agencia        |
| 2010                 | Placer Automático | Fuego en la Disco Placer Automático No lo Dudes Frágil | Emi Publishing       |
| 2017                 | Desenchufado      | Internacional (Acústico en vivo)                       | Casa Robot           |

### Videos musicales
De SuperActivo
- Wokman, Dir. Álvaro Ceppi (2000)
- Todo Está Bien, Dir. Álvaro Ceppi (2001)
- PapaNegro, Dir. Álvaro Ceppi, Guayi (2003)
- Cortentrete, Dir. Álvaro Ceppi (2003)

De Compacto
- Autonomía, Dir. Álvaro Ceppi (2005)
- Oye Amigo!, Dir. Álvaro Ceppi (2006)
- Abusé, Dir. Piero Medone (2006)

De 7*
- Verte Aquí, Dir. William Gálvez (2007)
- Partícula, Dir. Leonardo Beltrán (2007)
- Danzflor, Dir. Christian Oyarzún (2007)
- Hay En Mí, Dir. Pablo Castillo (2007)
- Contendores, Dir. René Castillo (2007)
- Nocaut, Dir. Oscar Ramos (2007)
- Emperador, Dir. Cristian Wiesenfeld (2007)

De Placer Automático
- Placer Automático, Dir. Piero Medone (2010)
- No Lo Dudes, Dir. Guayi (2011)
- Frágil, Dir. Guayi (2012)

De su próximo disco
- That Look, Dir.  Diego Cordes y Yoko Donoso (2014)

* En los videos de 7 no aparecen los integrantes de la banda y sólo fueron difundidos por Internet.